# أبو صخير (دار خوين)
أبو صخير (بالفارسية: ابوصخر) هي قرية تقع في إيران في قسم دار خوين الريفي. يقدر عدد سكانها بـ 717 نسمة بحسب إحصاء 2016.